# اس‌ام یو-۱۱ (آلمان)
اس‌ام یو-۱۱ (آلمان) (به انگلیسی: SM U-11 (Germany)) یک زیردریایی بود که طول آن ۵۷٫۳۸ متر (۱۸۸٫۳ فوت) بود. این زیردریایی در سال ۱۹۱۰ ساخته شد.